# Sant Jaume de Sallent
La vella església de Sant Jaume de Sallent és una església actualment restaurada que havia estat la parroquial del poble de Sallent, al municipi de Pinell de Solsonès. Està inclosa a l'Inventari del Patrimoni Arquitectònic de Catalunya.
El 1925, quan l'església va començar a estar en molt mal estat, se'n va construir una de nova per a substituir-la que manté un cert estil neogòtic. Es troba al nucli del poble, manté la mateixa advocació i el nom de Sant Jaume de Sallent.

## L'església vella

### Descripció

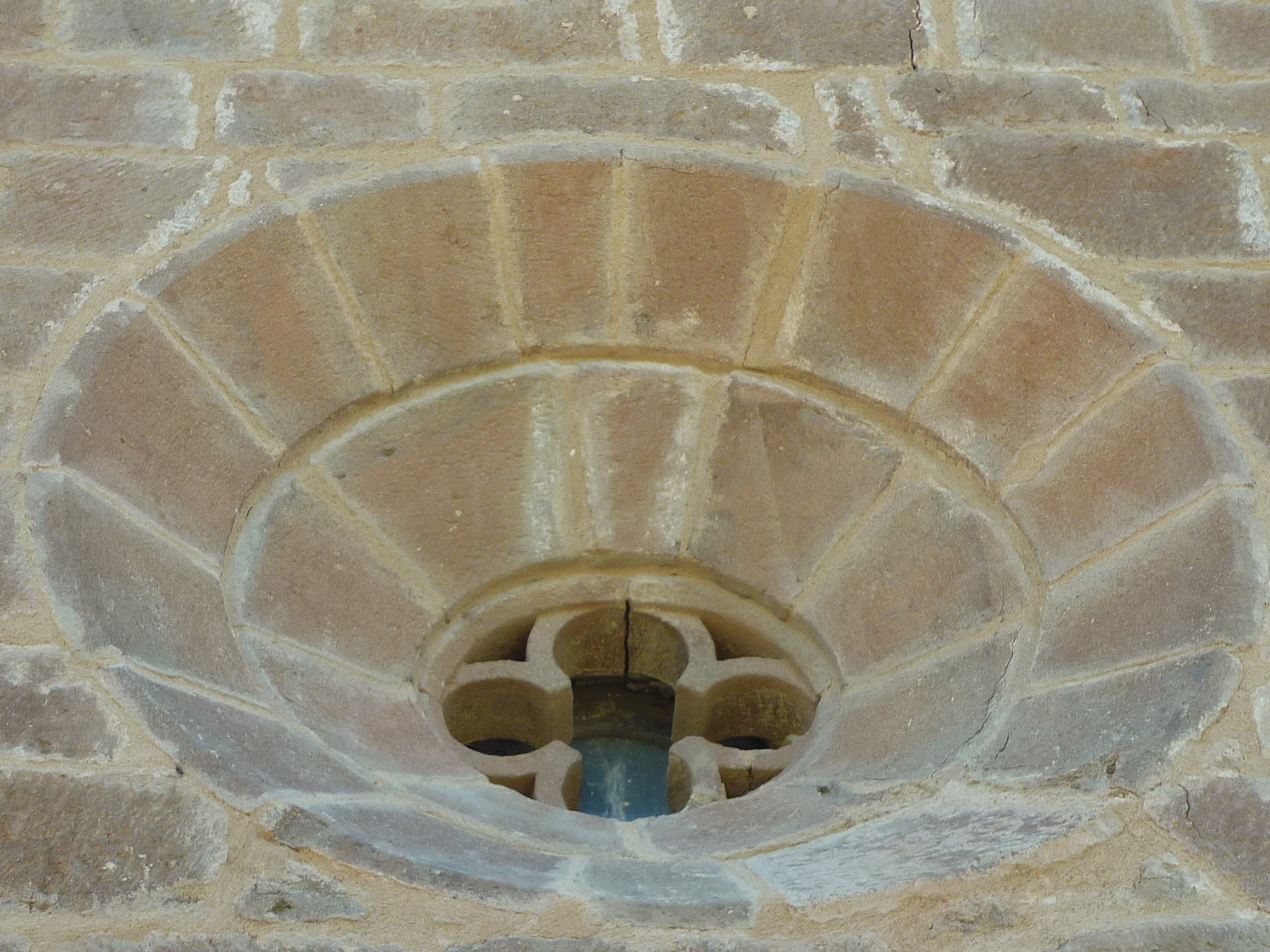
Òcul restaurat (06-2010)

Església és de planta rectangular amb teulada a doble vessant i el carener perpendicular a la façana principal. L'entrada té una porta amb un arc de mig punt amb grans dovelles i tres escuts esculpits, un a la clau i els altres dos en les dovelles d'arrencada a la clau; a la clau també hi ha esculpida una creu apuntada. A mitjana alçada de la façana, sobresurten quatre cartel·les de pedra, a sobre de les quals hi ha un rosetó. La façana acaba en un campanar d'espadanya de dos ulls.
Amb el presbiteri orientat cap a llevant, té el cementiri del poble adossat a les façanes sud i est.
Interiorment està coberta per una volta de pedra apuntada. L'alçada total interior és de set metres.

### Història
Els escuts de la façana corresponen a la família Anglesola-Cardona.
Tot i que no n'hi ha constància documental que ho provi, tradicionalment s'ha considerat que en aquesta església s'hi venerava la imatge de la Marededeu de Sallent, que actualment s'exhibeix al MNAC.

## L'església nova

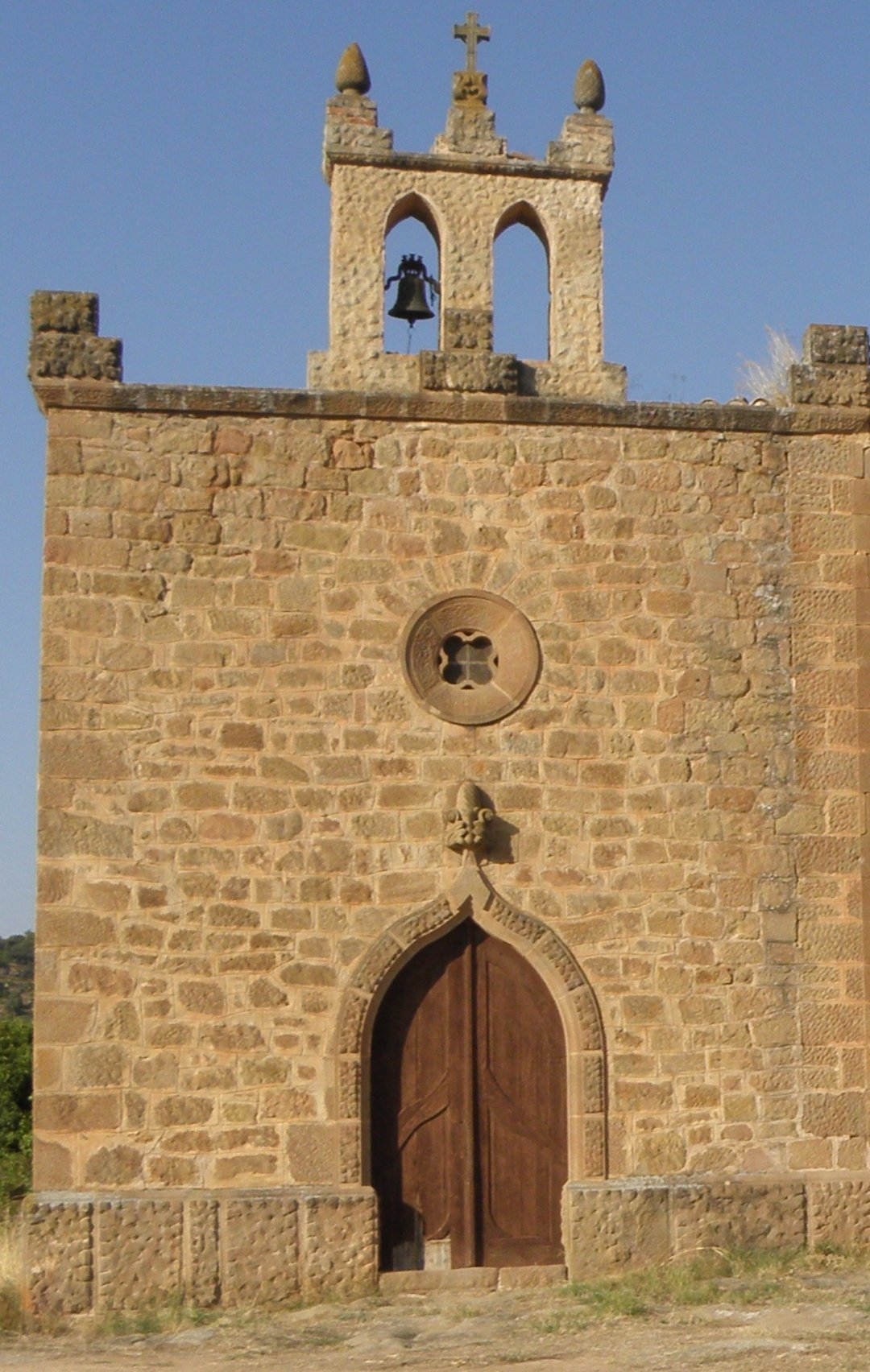
Església nova de Sallent

La nova església parroquial de Sallent es va construir adossada a la façana de ponent de la rectoria de Sallent. Segons es desprèn de la data gravada a la part superior del portal de l'entrada a l'església, aquesta es va acabar el 1925.
D'igual forma que l'església vella, aquesta també està sota l'advocació de Sant Jaume i protegida a l'Inventari del Patrimoni Arquitectònic de Catalunya.